# SPARE
Шко́льный прое́кт по испо́льзованию ресу́рсов и эне́ргии (англ. School Project for Application of Resources and Energy) — SPARE (ШПИРЭ), международная сеть национальных экологических общественных организаций. SPARE — это образовательная программа об энергетике и окружающей среде для детей-школьников 7—18 лет.

## История SPARE
Программа SPARE/ШПИРЭ была создана Норвежским обществом охраны природы «Друзья Земли» в 1996 году. С тех пор программа осуществлялась и развивалась школами и экологическими общественными организациями во многих странах Европы, в ней участвовали более 50 тысяч школьников.
Первое пособие SPARE было предназначено для Скандинавии, Западной и Центральной Европы. Оно было переведено на 10 языков.
С годами содержание информационно-методических материалов развивалось с учётом опыта учителей-энтузиастов, принимавших участие в проекте.
Сейчас пособия SPARE/ШПИРЭ существуют на многих языках в виде печатных версий, на CD и в Интернет.

## Идея SPARE
Идея программы SPARE — перейти от обсуждения глобальных проблем к практическим действиям школьников, их семей и местных сообществ. SPARE работает для снижения потребления энергии, получаемой сжиганием ископаемого топлива, путём множества местных акций во многих странах.
SPARE помогает найти ответ на вопрос: как можно удовлетворить потребность человечества в энергетических услугах (для отопления, освещения, транспорта и т. д.) без чрезмерных и опасных последствий для природы. Это частично зависит от доступных энергосресурсов, но также зависит от стиля жизни, технологий использования энергии (в том числе в коммунальном сервисе) и от просвещенности пользователей энергетическими услугами.
Школьники, участвуя в программе SPARE, представляют свои результаты и достижения в области рационального использования энергии не только в школах, но также дома, для родственников, друзей и соседей.

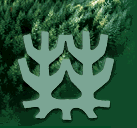
Норвежское общество охраны природы — инициатор создания SPARE

Цель SPARE — образование школьников в области энергоэффективности через междисциплинарное обучение и практическую деятельность. На идеологической основе проекта: думай глобально, действуй локально, — базируются специально разработанные для SPARE беззатратные энергосберегающие меры и мероприятия. Эти меры актуальны для решения проблем, характерных для большинства регионов в комплексе или частично:
— изобилие энергии и как результат — излишнее потребление;
— неэффективная централизованная система и как результат — большие энергопотери;
— слабо развитая энергосистема и как результат — острый дефицит энергии на местах.
SPARE дает основу для поиска решений этих проблем в интересах сегодняшнего и будущих поколений.
В каждой стране есть экологические общественные организации, отвечающие за реализацию программы SPARE. Важная миссия SPARE — усиление компетенции общественных организаций, их роли в решении энергетических проблем и развитии образования в своих странах.

## Международная сеть SPARE
Сегодня создана сеть национальных экологических общественных организаций, которые координируют программу SPARE в 17 странах. В каждой стране организация-координатор использует материалы и опыт SPARE для развития образовательной программы, адаптированной к национальной системе образования и энергетической ситуации.
Национальные координаторы взаимодействуют со школами и образовательными структурами, организуют сети сотрудничества, организуют мероприятия, осуществляют развитие SPARE. Одно из важнейших задач национальных координаторов — информационная, методическая и организационная поддержка местных учителей.
Национальные координаторы составляют международную сеть SPARE для обмена оптом реализации программы, развития новых методов, создания новых материалов и организации международных мероприятий.
SPARE работает в 17 странах Европы, Кавказа и Средней Азии. Национальные координаторы встречаются раз в год.

## Языки SPARE
Программа SPARE работает на 17 языках, но основными являются только 8 языков:
- Английский
- Белорусский
- Норвежский
- Польский
- Португальский
- Румынский
- Русский
- Украинский

## Страны-участницы
| Страна             | Число координаторов | Название координатора                                                        |
| ------------------ | ------------------- | ---------------------------------------------------------------------------- |
| Азербайджан        | 1                   | Союз молодёжи Азербайджана (СМА)                                             |
| Армения            | 1                   | Эко-клуб ТАПАН                                                               |
| Беларусь           | 1                   | Международный государственный экологический университет имени А. Д. Сахарова |
| Болгария           | 1                   | Primary School «Petko Rochov Slaveikov»                                      |
| Грузия             | 1                   | Союз Устойчивого Развития «Эковзгляд»                                        |
| Казахстан          | 1                   | Общественное объединение "ЭкоОбраз"                                          |
| Кыргызстан         | 1                   | Кыргызстан «БИОМ»                                                            |
| Северная Македония | 1                   | «Proaktiva»                                                                  |
| Молдова            | 1                   | РДЮЦ «GUTTA-CLUB»                                                            |
| Норвегия           | 1                   | SPARE/Friends of Planet                                                      |
| Польша             | 1                   | «Европейская Ассоциация Экологов» (ESE)                                      |
| Португалия         | 1                   |                                                                              |
| Россия             | 10                  | Российский Социально-экологический Союз                                      |
| Румыния            | 1                   |                                                                              |
| Таджикистан        | 1                   | Экологическая организация «Маленькая Земля» (Little Earth)                   |
| Туркменистан       | 1                   |                                                                              |
| Узбекистан         | 1                   | Экоклуб «Эремурус»                                                           |
| Украина            | 1                   | Экологический клуб «Эремурус»                                                |

## Конкурсы SPARE
Каждый учебный год SPARE проводит международный конкурс на лучший школьный проект, посвященный окружающей среде, энергии и климату. Получаемые работы школьников и учителей говорят о высоком интересе к проблемам окружающей среды, связанным с энергией, и о большой изобретательности в поисках их решения. 

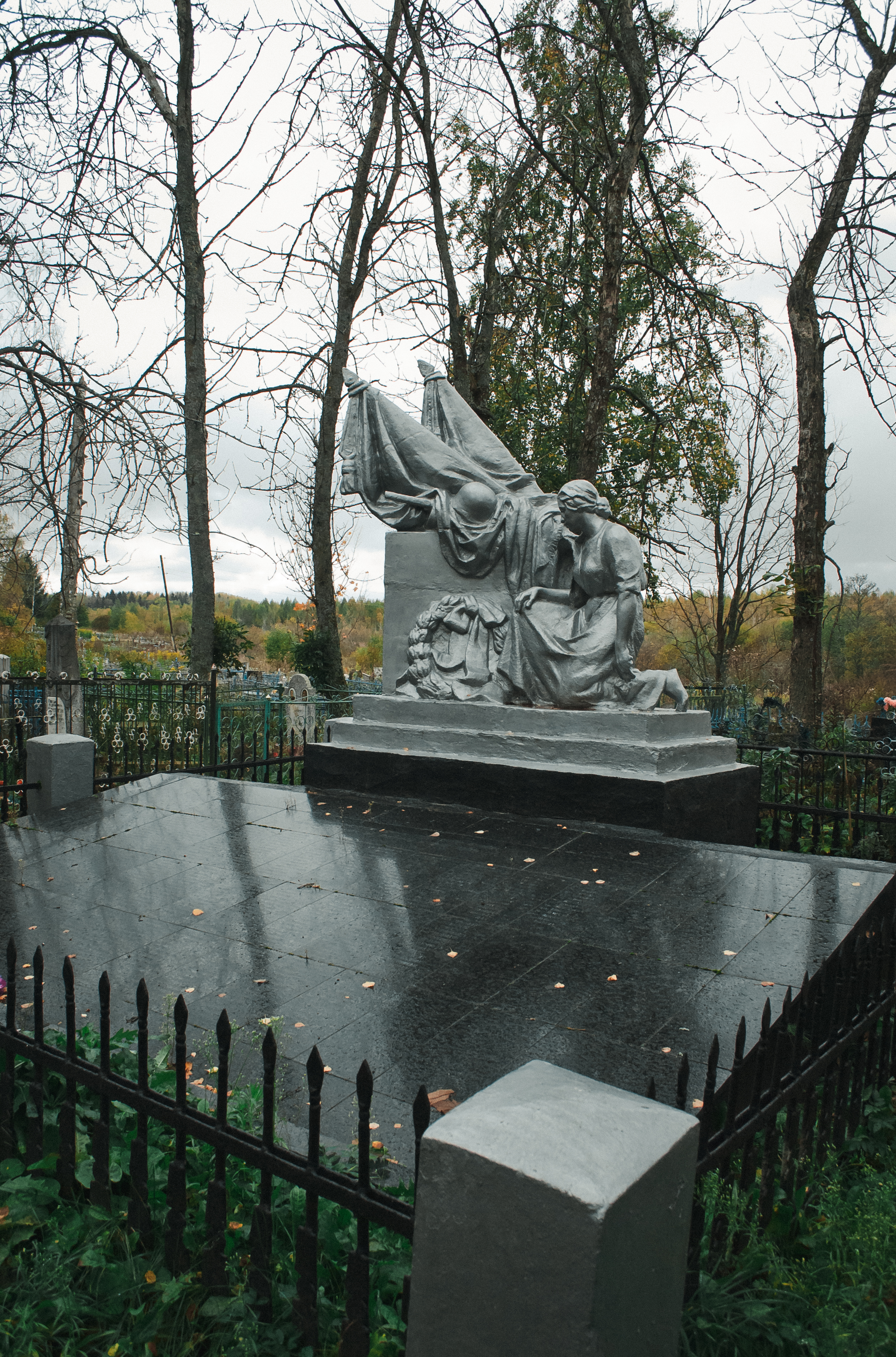
Участники конкурса SPARE 2008

Каждый год 10—15 стран принимают участие в конкурсе. SPARE получает 40—50 проектов на международный этап конкурса. Международное жюри получает проекты и определяет победителя. В конкурсе есть номинации и для учеников, и для учителей.